# Ochotona nubrica
Il pica del Nubra (Ochotona nubrica Thomas, 1922) è un mammifero lagomorfo della famiglia degli Ocotonidi.
Veniva un tempo considerata una variante locale di Ochotona thibetana, della quale ad oggi incorpora la popolazione himalayana (Ochotona nubrica nubrica) e la sottospecie lhasaensis (Ochotona nubrica lhasaensis).
Colonizza l'area montuosa che va dal Kashmir all'estremo lembo orientale del Tibet, attraverso Pakistan, India settentrionale, Nepal e Bhutan, spingendosi a nord fino alla provincia cinese del Qinghai.
Misura circa 25 cm di lunghezza, per un peso di poco superiore ai 200 g.

Il pelo, che durante l'inverso si mantiene su toni grigio-bruni dorsalmente e grigio-biancastri ventralmente, d'estate assume tonalità color ruggine su testa e spalle. Le piccole orecchie semicircolari e gli occhietti neri sulla grande testa fanno sì che questi animali somiglino superficialmente a dei grossi criceti.
La specie ha perlopiù abitudini diurne (con picchi di attività durante le prime ore del mattino ed al crepuscolo) e solitarie: durante l'inverno non cade in letargo, ma sopravvive nutrendosi delle erbe che raccoglie ed essicca in quantità durante l'estate, pur preferendo a volte affidarsi al furto delle provviste di altri animali per rimpinguare le proprie riserve.